# Фотєєв Володимир Костянтинович
Володимир Костянтинович Фотєєв (нар. 25 червня 1935, місто Ставрополь, тепер місто Тольятті Самарської області, Російська Федерація) — радянський  партійний діяч, 1-й секретар Чечено-Інгуського обласного комітету КПРС. Член ЦК КПРС у 1986—1990 роках. Депутат Верховної ради Російської РФСР 11-го скликання. Народний депутат СРСР (1989—1991).

## Біографія
У 1958 році закінчив Московський авіаційно-технологічний інститут.
У 1958—1963 роках — інженер-конструктор, інженер-технолог конструкторського бюро Куйбишевського авіаційного заводу.
Член КПРС з 1961 року.
У 1963—1969 роках — інструктор, заступник завідувача відділу Куйбишевського міського комітету КПРС.
У 1969—1971 роках — заступник завідувача відділу Куйбишевського обласного комітету КПРС.
У 1971—1974 роках — 1-й секретар Желєзнодорожного районного комітету КПРС міста Куйбишева.
У 1974 році закінчив Заочну Вищу партійну школу при ЦК КПРС.
У 1974—1976 роках — завідувач відділу Куйбишевського обласного комітету КПРС.
У 1976—1983 роках — інструктор відділу організаційно-партійної роботи ЦК КПРС.
У 1983—1984 роках — 2-й секретар Куйбишевського обласного комітету КПРС.
31 липня 1984 — 1 липня 1989 року — 1-й секретар Чечено-Інгуського обласного комітету КПРС.
З липня 1987 року по жовтень 1989 року виконував обов'язки голови Комісії законодавчих ініціатив Верховної Ради Російської РФСР.
З червня 1989 року по листопад 1991 року — голови комітету Верховної ради СРСР з питань гласності, прав і звернень громадян. У 1989—1992 роках обирався членом Президії Верховної ради СРСР. З січня 1990 року по 1992 рік — голова Союзної контрольно-наглядової комісії по Нагірно-Карабахській автономній області.
Потім — на пенсії в Москві.

## Нагороди
- орден Леніна
- орден Трудового Червоного Прапора
- орден Дружби народів
- медалі